# Jírovce u Libocké brány v oboře Hvězda
Jírovce u Libocké brány v oboře Hvězda jsou skupina 5 památných stromů druhu jírovec maďal (neboli kaštan koňský, Aesculus hippocastanum), které byly vysazeny velmi blízko u sebe asi 100 m od Libocké brány, po pravé straně u hlavní cesty k letohrádku Hvězda. Sevřená skupina působí dojmem jediné společné koruny a je zvlášť malebná v době kvetení, tedy asi v polovině května.

## Základní údaje
- rok vyhlášení: 2002[2]
- odhadované stáří: asi 165 let (v roce 2016)
- obvod kmene: 200 až 297 cm (2009)
- výška stromů: 20 m (2009)
- výška koruny: 18 m (2001)
- šířka koruny: 22 m (2001)

## Stav stromů
Stromy jsou ošetřovány a jejich stav je hodnocen jako dobrý. Spodní větve jsou asi 2 m nad zemí. Strom na vzdálenější straně od cesty je nakloněný výrazněji, ostatní kmeny kmeny jsou vzájemně jištěny vazbou. Jedna z dutin byla kdysi ošetřena vyzděním.

## Další zajímavosti
Stáří stromů není přesně doloženo. Podle jedné verze prý skupinu vysadila do tvaru koruny císařovna Marie Terezie po své korunovaci na českou královnu, tedy v roce 1743. Podle jiných pramenů ale v roce 1757 oboru úplně zničili pruští vojáci, proto v plánu z roku 1775 jírovce zachyceny nejsou a pocházejí až z doby po roce 1797. Podle údajů v Ústředním seznamu ochrany přírody jsou dokonce ještě mladší, asi z roku 1850.
V oboře Hvězda jsou ještě další památné stromy: buk dvoják, buk u Břevnovské brány, buk pod letohrádkem a kousek od jírovců u Libocké brány ještě památný dub. Asi 500 m severně od obory je další pozoruhodný dub na hrázi Libockého rybníka.
Nejbližší zastávkou pražské MHD je stanice Sídliště Petřiny. Nedaleko od skupiny jírovců, na začátku cesty k letohrádku Hvězda, je socha husitského hejtmana Jana Roháče z Dubé.